# Каньон Итака
Ита́ка (лат. Ithaca Chasma) — крупнейший каньон на спутнике Сатурна Тефии. Он простирается в длину на 2000 километров (3/4 окружности Тефии); его глубина колеблется от 3 до 5 километров, а ширина достигает 100 километров. Край местами приподнят на высоту до 0,5 км. Внутри каньона много длинных параллельных впадин и хребтов. В южной части он разделён на две ветви.
Каньон Итака был открыт в 1980 году на снимках «Вояджера-1». Назван в честь острова Итаки — по преданию, родины Одиссея. Это название было утверждено Международным астрономическим союзом в 1982 году.

## Происхождение
Возраст каньона оценивается в 4,0 либо 0,4—3,3 миллиарда лет в зависимости от принятого значения скорости накопления кратеров. Сейчас большинство астрономов придерживается мнения, что каньон Итака появился при замерзании подземного океана Тефии. Расширение недр спутника привело к образованию гигантской трещины на поверхности. Кратеры, появившиеся до застывания жидких слоёв Тефии, вероятнее всего, стёрлись под воздействием геологической активности.
Подземный океан Тефии, который, возможно, существовал на ранних этапах её истории, ранее не замерзал благодаря существенной вытянутости её орбиты. Эта вытянутость приводила к изменению на каждом обороте величины приливных сил. В результате недра спутника регулярно деформировались, что сопровождалось трением и нагревом. Причиной вытянутости орбиты Тефии был её орбитальный резонанс с Дионой. Позже Тефия вышла из резонанса, её орбита скруглилась и нагрев недр прекратился. Замёрзшая вода разорвала поверхность, в результате чего появился каньон Итака.

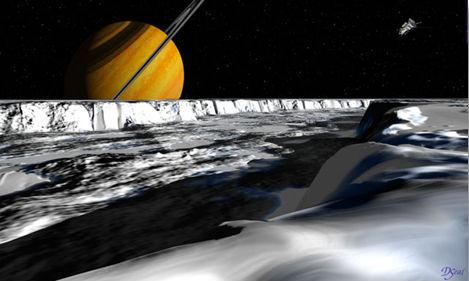
Каньон Итака в представлении художника.

Есть и другая гипотеза происхождения этого каньона. Около центра одного из полушарий, на которые он делит Тефию, лежит большой ударный кратер Одиссей. Такое расположение этих объектов указывает на их возможную связь. По одному из предположений, каньон создали сейсмические волны от удара, образовавшего этот кратер. Против этой версии говорит то, что концентрация кратеров внутри кратера Одиссей меньше, чем в каньоне Итака, и это значит, что их возраст различен.